# Cobadin (gmina)
Cobadin – gmina w Rumunii, w okręgu Konstanca. Obejmuje miejscowości Cobadin, Conacu, Curcani, Negrești i Viișoara. W 2011 roku liczyła 8779 mieszkańców.